# 5. Rundfunk-Urteil
Das 5. Rundfunk-Urteil des Bundesverfassungsgerichtes vom 24. März 1987 (Fundstelle: BVerfGE 74, 297 – Baden-Württemberg) bezeichnet in der deutschen Rechtswissenschaft das fünfte in einer Reihe von Urteilen des BVerfG zur Rundfunkfreiheit. Das Urteil präzisierte die Definition des Begriffs Grundversorgung und legte die Weiterentwicklungsgarantie öffentlich-rechtlicher Rundfunkanstalten fest.

## Sachverhalt
Das Landesmediengesetz Baden-Württemberg, welches am 1. Januar 1986 in Kraft trat, legte die Versorgung mit regionalen und lokalen Rundfunkprogrammen vollständig in die Hand privater Rundfunkveranstalter und legte den öffentlich-rechtlichen Rundfunkanstalten umfassende Beschränkungen auf, um die privaten Rundfunkveranstalter vor Konkurrenz zu schützen.
Hiergegen wandten sich sowohl der Süddeutsche Rundfunk als auch der Südwestfunk mit ihrer Verfassungsbeschwerde. Durch die entsprechenden Regelungen werde die Rundfunkfreiheit verletzt, da der öffentlich-rechtliche Rundfunk nicht auf eine reine Grundversorgung beschränkt werden dürfe, während eine weitergehende Versorgung ausschließlich privaten Rundfunkveranstaltern vorbehalten sei.
Das Verbot des regionalen Programms Radio Stuttgart des Süddeutschen Rundfunks wurde vom Bundesverfassungsgericht per einstweiliger Anordnung bis zur Entscheidung in der Hauptsache ausgesetzt.

## Zusammenfassung des Urteils
Das Gericht erklärte Teile des Gesetzes für verfassungswidrig. Die Grundversorgung der öffentlich-rechtlichen Rundfunkanstalten stellt keine Minimalversorgung dar. Es lässt sich daraus auch keine Grenzziehung ableiten, mit der bestimmte Aufgaben den öffentlich-rechtlichen, andere hingegen den privaten Rundfunkveranstaltern zuzuschreiben seien.
Zur Grundversorgung gehören nach Ansicht des Gerichts alle Programme, die bereits am 4. November 1986 (dem Datum des 4. Rundfunk-Urteils) existierten. Die Veranstaltung neuer regionaler Programme durch öffentlich-rechtliche Rundfunkanstalten gehört demnach zwar nicht zur Grundversorgung, allerdings ist ein Verbot dieser ein Verstoß gegen die Meinungsfreiheit, dessen einziger Grund darin liegt, private Rundfunkanstalter vor Konkurrenz zu schützen, was einen Eingriff in die Grundrechte nicht rechtfertigen kann.
Ebenso ist es unzulässig, öffentlich-rechtlichen Rundfunkanstalten die Ausstrahlung von Internet-Streams grundsätzlich zu verbieten. Zur Rundfunkfreiheit zählt es auch, den öffentlich-rechtlichen Rundfunkanstalten die Anpassung an neue, zukünftige Technologien wie das Internet zu ermöglichen.

## Aus den Gründen
- Rn. 97: „Mit dem Begriff der Grundversorgung hat das Bundesverfassungsgericht im Urteil vom 4. November 1986 Aufgaben des Rundfunks umschrieben, deren Wahrnehmung auch in der auf der Grundlage der neuen Landesmediengesetze entstehenden dualen Ordnung des Rundfunks unerläßlich ist und jedenfalls durch die öffentlich-rechtlichen Rundfunkanstalten wirksam sichergestellt sein muß: Es muß im Prinzip dafür Sorge getragen sein, daß für die Gesamtheit der Bevölkerung Programme geboten werden, welche umfassend und in der vollen Breite des klassischen Rundfunkauftrags informieren, und daß Meinungsvielfalt in der verfassungsrechtlich gebotenen Weise gesichert ist. Wie sich aus den Darlegungen hierzu deutlich ergibt, bezeichnet der Begriff nicht eine Mindestversorgung, auf die der öffentlich-rechtliche Rundfunk beschränkt ist oder ohne Folgen für die an privaten Rundfunk zu stellenden Anforderungen reduziert werden könnte. Ebensowenig handelt es sich um eine Grenzziehung oder Aufgabenteilung zwischen öffentlich-rechtlichem und privatem Rundfunk, etwa in dem Sinne, daß Programme oder Sendungen, die der Grundversorgung zuzurechnen sind, dem öffentlich-rechtlichen, alle übrigen dem privaten Rundfunk vorbehalten sind oder vorbehalten werden könnten. Wesentlich sind nach dem Urteil vom 4. November 1986 vielmehr drei Elemente: eine Übertragungstechnik, bei der ein Empfang der Sendungen für alle sichergestellt ist, bis auf weiteres mithin die herkömmliche terrestrische Technik; weiterhin der inhaltliche Standard der Programme im Sinne eines Angebots, das nach seinen Gegenständen und der Art ihrer Darbietungen oder Behandlung dem dargelegten Auftrag des Rundfunks nicht nur zu einem Teil, sondern voll entspricht; schließlich die wirksame Sicherung gleichgewichtiger Vielfalt in der Darstellung der bestehenden Meinungsrichtungen durch organisatorische und verfahrensrechtliche Vorkehrungen.“
- Rn. 98: „Welche Programme der öffentlich-rechtlichen Rundfunkanstalten im einzelnen zu der unerläßlichen Grundversorgung gehören, bedurfte im Urteil vom 4. November 1986 ebensowenig einer Entscheidung wie im vorliegenden Verfahren. Die Frage läßt sich jedenfalls nicht isoliert für einzelne Programme oder Programmteile dieser Anstalten beantworten, weil Grundversorgung stets eine Mehrzahl von Programmen voraussetzt. Das Bundesverfassungsgericht ist im Urteil vom 4. November 1986 davon ausgegangen, daß zumindest der Bestand der im Zeitpunkt dieses Urteils terrestrisch verbreiteten öffentlich-rechtlichen Programme der unerläßlichen Grundversorgung zuzurechnen ist.“
- Rn. 116: „Diese wirtschaftlichen Gründe rechtfertigen indessen kein Verbot von Beiträgen zur regionalen und lokalen Meinungsbildung durch den Rundfunk. Marktchancen können eine Frage wirtschaftlicher, nicht aber der Meinungsfreiheit sein. Was diese betrifft, so bedeutet es selbst für die Begünstigten kein Mehr an eigener Meinungsfreiheit, wenn anderen Meinungsäußerungen verboten werden. Auch davon abgesehen ist nicht ersichtlich, inwiefern das Verbot der Aufgabe dienen könnte, die Vielfalt der bestehenden Meinungen in möglichster Breite und Vollständigkeit zum Ausdruck zu bringen. Die Begünstigten werden vielmehr auch dann gegen Konkurrenten geschützt, wenn diese vielfältigere und bessere Programme anzubieten haben als sie. Eine solche Unterbindung freien publizistischen Wettbewerbs und geistiger Auseinandersetzung ist mit dem Grundgedanken der Gewährleistung des Art. 5 Abs. 1 GG nicht vereinbar. Entweder die privaten Veranstalter stellen sich dem publizistischen Wettbewerb, indem sie sich bemühen, ihrerseits vielseitige und für den Hörer oder Zuschauer interessante Programme anzubieten; dann erfüllen sie ihre ergänzende und bereichernde Funktion im dualen Rundfunksystem, und es bedarf keines Verbots öffentlich-rechtlicher Programme. Oder die privaten Veranstalter sind zu keinem Angebot imstande, das gegen ein konkurrierendes öffentlichrechtliches Programm zu bestehen vermag; dann kann auch ein gesetzliches Verbot solcher konkurrierender Programme der Freiheit der Meinungsbildung und insbesondere der Rundfunkfreiheit nicht dienen. Erläßt der Gesetzgeber gleichwohl ein solches Verbot, so liegt darin jedenfalls keine zulässige Ausgestaltung der Rundfunkfreiheit.“
- Rn. 159: „Die Notwendigkeit, dem öffentlich-rechtlichen Rundfunk eine Anpassung an veränderte Umstände zu ermöglichen, besteht auch dann, wenn sich die Aufgabe der Grundversorgung nicht in den Bereich neuer rundfunkähnlicher Dienste verlagern sollte. Unter dieser Voraussetzung kann eine Beteiligung der öffentlich-rechtlichen Anstalten an rundfunkähnlichen Kommunikationsdiensten nur zur Breite und Vielfalt des Angebots in diesen Diensten beitragen und publizistische Konkurrenz entstehen lassen; damit wird jedenfalls den Anforderungen der Rundfunkfreiheit Rechnung getragen, und zwar um so besser, je mehr der öffentlich-rechtliche Rundfunk in diesem Bereich den erwähnten klassischen Auftrag wahrnimmt. Dem trägt es Rechnung, wenn die Begründung des Regierungsentwurfs ausführt, es werde angestrebt, insbesondere die neuartigen Abrufdienste für zahlreiche Anbieter nach den Regeln freien Wettbewerbs zu eröffnen. Zu den Anbietern sollten aber nicht nur Presseunternehmen und andere private Anbieter gehören, sondern auch die öffentlich-rechtlichen Rundfunkanstalten, soweit dies notwendig sei, damit sie im allgemeinen Strukturwandel der elektronischen Medien ihre Aufgaben weiterhin erfüllen könnten.“

## Folgen des Urteils
Mit diesem Urteil konnten die beiden öffentlich-rechtlichen Rundfunkanstalten ihre regionalen Programmangebote drastisch ausbauen, was schließlich in der Gründung des Programms S4 Baden-Württemberg mündete.
Der Süddeutsche Rundfunk klagte später mit Verweis auf dieses Urteil vor dem Verwaltungsgerichtshof Baden-Württemberg zahlreiche Frequenzen ein, die ursprünglich für private Rundfunkveranstalter vorgesehen waren: 107,5 Mudau (geplant für Radio Regenbogen), 105,5 Bad Mergentheim (geplant für Hit-Radio Antenne 1) und 105,7 Stuttgart (geplant für ein völlig neues Programm unter der Federführung von RTL), ebenso verhinderte es den Entzug der Frequenz 91,5 in Mannheim, die das ARD-Gastarbeiterprogramm ausstrahlte, aber für sunshine live vorgesehen war. Als Begründung führte es aus, dass sowohl die Regionalprogramme Kurpfalz Radio als auch Franken Radio vor dem Stichtag 4. November 1986 auf Sendung waren und damit zur Grundversorgung zählten. Das Gericht gab dem Süddeutschen Rundfunk schließlich am 30. August 1994 recht, die Beschwerde der Landesmedienanstalt wies das Bundesverwaltungsgericht am 19. Juli 1995 zurück.